# Bernard Gérard (sécurité du territoire)
Pour les articles homonymes, voir Bernard Gérard.
Bernard Gérard, né le 12 juillet 1932 à Niort et mort le 24 novembre 2011 à Draguignan,, est un haut fonctionnaire français, notamment à la tête de la DST de 1986 à 1990.

## Biographie
Bernard Gérard fait ses études au Lycée Michel-Montaigne et est diplômé de l'École nationale de la France d'outre-mer. Il est en service Outre-Mer de 1959 à 1965, en tant que sous-préfet Maire de Bafia au Cameroun, puis adjoint au Préfet de Maroua.
Postes :
- Administration préfectorale de 1973 à 1986 puis de 1990 à 1996 :
  - Sous-préfet (Mirande puis Draguignan puis Bayonne)
  - Chef de mission régionale (Aquitaine)
  - Préfet du Jura
  - Préfet de l'Ain
  - Haut-commissaire de la République en Polynésie française
  - Préfet de région Languedoc-Roussillon, préfet de l'Hérault (18 juin 1990 - 8 novembre 1993)
  - Préfet de région Centre, préfet du Loiret (1993 - 1997), Zone de Défense
  - Préfet de région honoraire
- Administration centrale :
  - Directeur de la surveillance du territoire de 1986 à 1990
  - Directeur de cabinet du ministre de l'Intérieur en 1997

Il est consultant en Intelligence compétitive, réforme de l'État et aménagement du territoire de 1998 à 2007.

## Récompenses et distinctions

### Décorations
- Commandeur de la Légion d'honneur